# Данія на зимових Олімпійських іграх 1998
Данія на зимових Олімпійських іграх 1998 року, які проходили в японському місті Нагано, була представлена 12 спортсменами (5 чоловіками та 7 жінками) у 6 видах спорту. Прапороносцем на церемоніях відкриття та закриття Олімпійських ігор був фігурист Міхаель Тюллесен.
Данія вдев'яте взяла участь у зимових Олімпійських іграх. Данські спортсмени завоювали одну срібну медаль. Це єдина медаль Данії за всю історію зимових Олімпійських ігор.

## Медалісти
| Медаль | Спортсмен                                                               | Вид спорту | Дисципліна     |
| ------ | ----------------------------------------------------------------------- | ---------- | -------------- |
| Срібло | Яне Бідструп Дорте Гольм Гелена Блах Лаврсен Маргіт Портнер Тріне Квіст | Керлінг    | жіночий турнір |

## Гірськолижний спорт
Чоловіки
| Спортсмен       | Дисципліна         | Дистанція 1 | Дистанція 2 | Разом   | Разом |
| Спортсмен       | Дисципліна         | Час         | Час         | Час     | Місце |
| --------------- | ------------------ | ----------- | ----------- | ------- | ----- |
| Тейс Броберг    | супергігант        |             |             | 1:41.09 | 35    |
| Тейс Броберг    | гігантський слалом | 1:25.14     | 1:22.00     | 2:47.14 | 27    |
| Арне Гарденберг | слалом             | DNF         | –           | DNF     | –     |

Комбінація, чоловіки
| Спортсмен       | Слалом | Слалом | Швидкісний спуск | Разом         | Разом |
| Спортсмен       | Час 1  | Час 2  | Час              | Загальний час | Місце |
| --------------- | ------ | ------ | ---------------- | ------------- | ----- |
| Тейс Броберг    | DNF    | –      | –                | DNF           | –     |
| Арне Гарденберг | DNF    | –      | –                | DNF           | –     |

Жінки
| Спортсмен         | Дисципліна         | Дистанція 1 | Дистанція 2 | Разом | Разом |
| Спортсмен         | Дисципліна         | Час         | Час         | Час   | Місце |
| ----------------- | ------------------ | ----------- | ----------- | ----- | ----- |
| Катріне Гвідстеен | гігантський слалом | DNF         | –           | DNF   | –     |
| Катріне Гвідстеен | слалом             | 51.10       | DNF         | DNF   | –     |

## Керлінг

### Жіночий турнір
Склад команди
| Капітан             | Третій         | Другий      | Лідер       | Запасний     |
| ------------------- | -------------- | ----------- | ----------- | ------------ |
| Гелена Блах Лаврсен | Маргіт Портнер | Дорте Гольм | Тріне Квіст | Яне Бідструп |

Груповий етап
Чотири найкращі команди проходять у півфінал.
| Країна          | Капітан             | W | L |
| --------------- | ------------------- | - | - |
| Канада          | Сандра Шмірлер      | 6 | 1 |
| Швеція          | Елізабет Густафсон  | 6 | 1 |
| Данія           | Гелена Блах Лаврсен | 5 | 2 |
| Велика Британія | Кірсті Гей          | 4 | 3 |
| Японія          | Маюмі Огкуцу        | 2 | 5 |
| Норвегія 6th    | Дорді Нордбю        | 2 | 5 |
| США             | Ліза Шенеберг       | 2 | 5 |
| Німеччина       | Андреа Шепп         | 1 | 6 |

Півфінал
| Майданчик D        | 1 | 2 | 3 | 4 | 5 | 6 | 7 | 8 | 9 | 10 | Загалом |
| Данія (Lavrsen)    | 1 | 0 | 0 | 1 | 2 | 2 | 1 | 0 | 0 | X  | 7       |
| Швеція (Gustafson) | 0 | 0 | 2 | 0 | 0 | 0 | 0 | 2 | 1 | X  | 5       |

Поєдинок за золото
| Майданчик C       | 1 | 2 | 3 | 4 | 5 | 6 | 7 | 8 | 9 | 10 | Загалом |
| Данія (Lavrsen)   | 0 | 2 | 0 | 0 | 0 | 0 | 2 | 0 | 1 | X  | 5       |
| Канада(Schmirler) | 3 | 0 | 0 | 1 | 1 | 1 | 0 | 1 | 0 | X  | 7       |

## Лижні гонки
Чоловіки
| Дисципліна                   | Спортсмен      | Дистанція | Дистанція |
| Дисципліна                   | Спортсмен      | Час       | Місце     |
| ---------------------------- | -------------- | --------- | --------- |
| 10 км C                      | Міхаель Бінцер | 30:14.2   | 46        |
| 15 км гонка переслідування F | Міхаель Бінцер | 45:12.0   | 41        |
| 30 км C                      | Міхаель Бінцер | 1'49:42.2 | 58        |
| 50 км F                      | Міхаель Бінцер | 2'19:20.7 | 41        |

## Сноубординг
Чоловіки, гігантський слалом
| Спортсмен        | Спуск 1 | Спуск 2 | Разом   | Разом |
| Спортсмен        | Час     | Час     | Час     | Місце |
| ---------------- | ------- | ------- | ------- | ----- |
| Міке Кільдевельд | 1:02.75 | 1:07.67 | 2:10.42 | 15    |

## Фігурне катання
Чоловіки
| Спортсмен        | Обов'язкова програма | Довільна програма | TFP  | Місце |
| ---------------- | -------------------- | ----------------- | ---- | ----- |
| Міхаель Тюллесен | 9                    | 11                | 15.5 | 9     |

## Фристайл
Жінки
| Спортсмен    | Дисципліна | Кваліфікація | Кваліфікація | Кваліфікація | Фінал | Фінал | Фінал |
| Спортсмен    | Дисципліна | Час          | Бали         | Місце        | Час   | Бали  | Місце |
| ------------ | ---------- | ------------ | ------------ | ------------ | ----- | ----- | ----- |
| Аня Болб'єрг | могул      | 34.41        | 22.41        | 9 Q          | 31.38 | 22.09 | 13    |